# Banteng
Banteng (lat. Bos javanicus) je vrsta divljega goveda, koja obitava u jugoistočnoj Aziji.
Bantenzi su pripitomljeni na nekoliko mjesta u jugoistočnoj Aziji, te ima oko 1,5 milijuna domaćih bantenga, koji se nazivaju stoka s Balija. Koriste se kao radne životinje i za meso. Unesen je u sjevernu Australiju, gdje ima stabilnu populaciju.
Po veličini sliči domaćem govedu, visok je 1,55 do 1,65 m u ramenima te ima 2,45 do 3,5 m u ukupnoj dužini, uključujući i 60 cm repa. Tjelesna težina može biti u rasponu 400 do 900 kg. Ima spolni dimorfizam, tj. spolovi se razlikuju po boji i veličini. Građa je slična onoj od domaćih goveda, ali s relativno tankim vratom i malom glavom. Rogovi ženke su kratki i čvrsto zakrivljeni, s vrhovima prema unutra, dok su rogovi mužjaka u luku prema gore dužine 60 do 75 cm.
Ova vrsta se smatra ugroženom. Skupine bantenga nalaze se u zoološkim vrtovima te u Australiji, a križani su sa stokom (lat. Bos taurus), te su takvi hibridi.
Areal bantenga obuhvaća veći broj država. Vrsta je prisutna u sljedećim državama: Tajland, Mianmar, Malezija, Indonezija, Vijetnam, Laos i Kambodža. Izumrla je u Bruneju, Indiji i Bangladešu.
Staništa vrste su: šume, bambusove šume, močvarna područja, travna vegetacija, ekosustavi niskih trava, šumski ekosustavi i riječni ekosustavi. Vrsta je rasprostranjena do 2100 metara nadmorske visine.